# 斑鳩 (シューティングゲーム)
『斑鳩 IKARUGA』 （いかるが） は、トレジャーが製作した縦スクロールシューティングゲーム。2001年12月20日に業務用として稼動（オリジナル版の使用システム基板はNAOMI）。
2002年9月5日にNAOMI版の完全移植となるドリームキャスト版（DC）が、2003年1月16日には任天堂系ハードとしての移植版となるニンテンドー ゲームキューブ版（GC）がそれぞれパッケージ版として発売された。2008年4月9日にはNAOMI版をベースにしながら独自のアルゴリズムが導入されたXbox Live Arcadeがダウンロード配信版（以下DL版）で発売されてからおよそ12年と5ヶ月間は全てDL版としての発売となり、2012年12月12日にはAndroid版が配信。2013年8月10日のNESiCAxLive版の稼働開始以降はXBLA版とNAOMI版のアルゴリズムが同時実装されるようになり、2014年2月19日のSteam版配信以降はXBLA版を除くDL版がSteam版ベースとなった。2018年5月30日にNintendo Switchで配信、2018年6月29日にPlayStation 4版が配信開始。そして2020年9月24日には数量限定且つ豪華特典付属の限定パッケージ版がSwitch版とPS4版で同時発売され、これによりGC版以来およそ17年8ヶ月振りのパッケージ版となった。
家庭用移植版とNESiCA版には、企画初期設定を再現したプロトタイプモードが実装されている。2015年11月にXbox OneのXbox 360後方互換に対応し、XBLA版をXbox One上でプレイ可能となった。
なおプラットフォーム区別の特記が無い限り、NAOMI版とNESiCA版をアーケード版、DC版とGC版をパッケージ版、XBLA版以降の移植版をDL版と称し、更にパッケージ版とNESiCA版を除くDL版はまとめて家庭用と称する。またSwitch版とPS4版はDL版・限定パッケージ版共に同一内容のため、便宜上本項目では限定パッケージ版もDL版として扱う。

## 概要
本作は、トレジャーがアーケード用に製作・販売するシューティングゲームの2作目であり、また『レイディアントシルバーガン』から続く「プロジェクトRS」の第2作目
でもある。「石のような物体」が物語において重要な位置に置かれていることや、チェーンコンボの概念など、前作と共通するところはあるものの、システムは異なり、物語上の連続性も見られない。なお、本作に登場する機体の大半が実在の鳥類をモチーフとしており、名称も鳥の名（種、または属名）が与えられている。
DC版のキャッチコピー「撃て！避けろ！そして…当たれ！」に端的に表されているように、一般的なシューティングゲームであればミスの要因にしかならない敵キャラの発する弾に、属性を合わせて当たることで吸収し、防御や攻撃に生かすことができるという、当時のシューティングゲームではあまり見られなかったシステムを採用している。
敵の出現パターンは（システム上発生する撃ち返しやチェーンコンボなどの各種仕様（後述）とも相まって）アドリブで次々と破壊して避けるだけではクリアする事は難しいように設計されており、またその行動アルゴリズムにはランダム性がほぼ存在しないため、プレイヤーには出現パターンを把握し、パターンの「解法」を見出し、それらを正確に実践する事を求められる場面が多い。ただし、それら一連のパターンは綿密に設計されており、さまざまな方向からのアプローチによる複数の「解き方」が可能となっている。
NAOMI基板の性能をフルに発揮させたグラフィック、彩度を抑えたカラーデザイン、硬派なストーリーやキャラクター設定、劇中の悲壮感の漂うBGM、またそのBGMを聴かせるタイミングまで緻密に計算された演出なども含め、多くのプレイヤーの支持を得ており海外のゲームレビューサイトなどでも高い評価を受けている。
実製作はディレクター・背景グラフィック・BGM作曲を担当した井内ひろしをはじめとするトレジャー社員4名によるもので、グレフからも数名が製作協力として関わっている。

## 操作・システム
トップビューの縦スクロールシューティングゲームであり、ショットで敵や障害物を排除しながらチャプター（ステージ）道中を経て、最後に待ち受けるボスを倒すことでチャプタークリアとなる。全5チャプター。
障害物や敵との接触、一定条件下で敵弾に接触・被弾することによってミスとなり、残機を1機失った上でその場で復活する。その際、短い時間（およそ4秒）だが敵弾や敵、地形などと接触してもミスにならない猶予時間（無敵時間）が与えられる。残機が0の状態でミスをするとゲームオーバーとなる（アーケード版は追加クレジット投入で、家庭用移植版ではプレイ開始前にゲームオプションから設定することでコンティニューすることも出来る）。
スコアは、敵にダメージを与える・敵の弾丸を吸収する・チェーンを成功させる・ボス戦での撃破時間に応じたボーナス点から入る。2人同時プレイの場合は2人の合計スコアも表示される。チャプタークリア時にはスコアとチェーン数が表示され、スコアに応じて12段階のランクによってプレイ内容を評価する。一定スコアを獲得する事で残機が追加（エクステンド）され、全チャプタークリア時には残機数に応じたボーナス点が最終的に加算される（実績「ワンコインクリア」達成の有無は問わない）。デフォルト設定は、エクステンド設定が「1ST 3,000,000 EVERY 5,000,000」、初期プレイヤー数は「3」となっており、オンラインリーダーボード、あるいはオンラインランキングに対応しているXBLA版以降のDL版でこの設定でプレイすることで、ゲーム終了時のスコアが自動的にエントリーされる（デフォルト設定のままエントリーしたくない場合には、家庭用ではコンティニュー設定を「OFF」以外にすることでエントリーを回避できる）。

### 操作体系
アーケード版では、移動用のレバーと最低2つ・最大3つのボタンで操作する。うち、ボタンはショット用に加え、「属性変更（白－黒）」と「力の開放」（後述）に割り当てられているが、ショットボタンと属性変更ボタンを同時に押す事で「力の解放」を行うこともできる。
NAOMI版では「力の解放」専用のボタンが属性変更ボタンの隣に用意されていることが多いが、逆に用意されずに2ボタンとなっていることもある。
NESiCA版では標準で3つのボタンが用意されているので、プレイ開始前にボタン設定（即ち同時押しによる力の解放を許可するかどうか）を選択する。3ボタン設定で同時押しによる力の解放が無効となり、予期せぬ同時押しによる力の解放誤発動を防止できる。2ボタン設定でNAOMI版と同等の状態になる。いずれの設定もボタン3による力の解放は常に有効。
ボタン設定の前に専用ICカード「NESiCA」を認証させることでボタン設定を保存することが出来る。初回認証時に選択したボタン設定は、次回認証時に前回認証時のボタン設定でプレイできる（この時にボタン設定を変更するかを選択できる）。
プレイする筐体が「複数タイトル」（NESiCAxLiveメニュー画面からゲームを選択・切り替えできる方式）であれば、6ボタンのうち上段側の3ボタンを使用するので下段側の3ボタンは一切反応しない。また「1タイトル」（遊べるゲームが固定されている方式）であれば「上段側の3ボタンを使用する」ということで、下段のボタンを取り外した上で蓋をし、NAOMI版同様の3ボタン配置にしている場合もある。
Steam版ではコントローラに加え、キーボードおよびマウスでの操作にも対応している。

### ショット
ショットボタンを押すことで自機前方にショットを発射する。
ボタンを押して最初に発射されるショットはシングルショットと呼ばれる単発弾であり、それ以降ボタンを押し続ける事で発射されるショットはダブルショットと呼ばれる双発弾に変化する。なお、ダブルショットはボタンを押している間は自動で連射される。
敵を精密に撃つ場合はシングルショット、数の多い敵を一掃する場合はダブルショットといった使い分けを要求される場面がゲーム中では数多く存在し、後述する属性や、チェーンコンボなどの要素と相まって本作を強く特徴付ける要素の一つとなっている。
なお、ショットボタンを押したままの状態でのダブルショットの自動連射速度は2発/3フレームだが、シングルショット一発が敵に与えるダメージはダブルショット2発分に相当するため、連射装置などを用いて同効率でシングルショットを連射した場合に与えるダメージ量はともに同じとなり、連射装置の有無による優位性はほとんど存在しない。

### 属性
本作の大きな特徴として、自機や敵機及びその攻撃を含むほぼ全ての要素に対して「白」か「黒」いずれかの「属性」が割り当てられている点が挙げられる。機体の持つ属性は機体色として明示され、発射する弾丸の属性もその機体の持つ属性に一致する。つまり、白い機体からは白い弾（青白色）、黒い機体からは黒い弾（赤黒色）しか発射されない。
機体は属性に関わりなく弾が命中することでダメージを受ける。ただし、プレイヤーが操作する自機である「斑鳩」は、常時属性のフィールドで包まれており、フィールドと同じ属性の敵弾を吸収することができる。異なる属性の攻撃はフィールドに影響を受けずにすり抜けてしまい、自機がそれに接触してしまうとミスとなる。また、敵本体や地形はその色や属性に関わらず自機が接触してしまうとミスとなる。
プレイヤーは任意のタイミングで「属性の変更」ボタンを押す事で自機の属性を他方の属性に入れ替える事ができる（白→黒、黒→白）。ただし、属性を切り替えた際にはほんの一瞬（秒数にして僅か0.1秒程）ながらフィールドが展開されない無防備な状態に陥り、この間はいずれの属性の弾丸に当たってもミスとなる。
また、ショットボタンを押すことで自機から発射される弾丸（ショット）も属性の影響を受け、自機の属性と同じ属性がショットに与えられる。ショットの属性と敵の属性が異なる（逆属性）場合、ショットの当たり判定が大きくなり、2倍のダメージを与えることができる。ショットの属性と敵の属性が同じ（同属性）場合、逆属性の場合に比べて半分のダメージしか与えることができず、また難易度によっては破壊した際に自機狙い撃ち返し弾が複数分拡散気味に発生する。ただし、攻撃してこないザコ相手でも狙って撃ち返し弾を発生させることで、能動的に「力の解放」を溜めることに利用可能となっている。
以下は自機の属性と敵の属性の関係の要約である。
- 自機の属性（色）と敵弾の色が同じ場合、接触時に自機周りのフィールドで吸収し、ミスにならない。同時に「力の解放」ゲージが増える。
- 属性切替中の一瞬（自機の周囲にフィールドを展開していない状態）だけは敵弾に当たると必ずミスとなる。
- 属性に関わらず、敵機および地形に自機が直接接触した場合はミスとなる。
- 自機のショットとヒットした敵本体の属性が異なる場合、同属性の場合に比べて2倍のダメージを与える。弾の当たり判定も大きくなる。
- 敵機と同属性のショットで敵を破壊すると、難易度と属性に応じた自機狙いの撃ち返し弾が複数発生する。

属性を無視して敵の攻撃全てを回避することは困難になっており、また同様に属性を無視して敵を破壊してしまうと、多くの撃ち返しが発生してしまうことになる。そのため、アドリブ的なプレイは難しく、敵の出現パターンを把握した上で、状況に応じた適切な属性の切り替えを行っていく必要がある。

### 力の解放
ショットボタンと属性反転ボタンを同時に押すか、ボタン3を押すことで「力の解放」と呼ばれる強力なホーミングレーザーを放つことができる。
ただし、フィールドで敵の弾丸を吸収する度に上昇する「力の解放ゲージ」を消費し、ゲージが一定量溜まっていなければ使用することができない。発射可能な域まで達した分のエネルギーを一度ですべて消費する仕組みで、半端分のエネルギーは持ち越しになる。発射は一発から可能。放つレーザーの数は吸収した敵弾の量に応じて増加し、最大で12発のレーザーを同時に発射することができる。基本的に敵弾10発を吸収する毎に、ホーミングレーザー1発分のゲージが溜まる。また、ホーミングレーザー1発分はシングルショット10発分のダメージに相当する。
発射されたレーザーは自機からの敵の距離の近さ、及び敵のHPと属性に応じて自動的に目標とその目標へ達するレーザー数の分配を決定し、発射時に軌道を取った後追尾し、ほぼ確実に命中する。レーザーは通常ショットがさえぎられる障害物や目標外の敵は無視するため、障害物の向こう側にいる敵にも攻撃可能。レーザーが到達する前に目標を喪失した場合は、レーザーの進行方向から再探査し新たな目標を決定する。その判断にランダム要素は含まれておらず、仮に同じ状況・同じタイミングで発射した場合、その対象や命中順序は常に一定になる。
なお、ホーミングレーザーが敵に与えるダメージもショットと同様に属性の影響を受ける。例えば白属性の敵に対して黒属性のホーミングレーザーを当てると、同条件で白属性のホーミングレーザーを当てた場合と比べて2倍のダメージを敵に与えることができ、同じ属性のホーミングレーザーで敵を破壊した場合は同属性ショットで撃破した場合と同様に撃ち返しが発生する。
総じてショットの攻撃範囲を増やすようなパワーアップや緊急回避的なボムが存在しない本作において、正面以外にいる敵や障害物を無視した高威力の攻撃が可能となっており、意図的な敵弾吸収でゲージを溜めにいく機会を作ることで様々な状況下の相手に優位に攻めることが可能となる。

### チェーンコンボ
得点システム上の大きな特徴としては、同色の敵を3機連続で破壊することでボーナス点が得られるチェーンコンボが挙げられる。例えば白白白、あるいは黒黒黒と撃った場合、3機目の敵を倒した時点でチェーンが成立し、条件に応じたボーナス点を得ることができる。連続撃破中の敵の色と機数の状態は画面上のスコア付近に色つきの玉として可視化され、チェーン獲得の際には画面上にその旨が表示されると同時に音声によるコールにてプレイヤーに知らされる。なお、チェーンでは自機のショットの属性は関係なく、敵の属性のみが問題となる。
チェーンを成立させる度に、チェーンによって得られるボーナス点は累進的に増加する。1チェーン目は100点、2チェーン目は200点、その後400点、800点と倍増し、最終段階である9チェーン以降は25600点という大きな得点を、チェーンを成立させる度に得る事が出来る。画面上変化があるのは9チェーン目までであり、9チェーン目以降はMAX CHAINと表示されるとともに、他のチェーン成立時とは若干異なる効果音・音声が流れる。
ただし、チェーンを成立させる前に異なる色の敵を破壊してしまった場合、その場でチェーンはリセットされる。例えば（チェーンボーナスを獲得した直後の状態から）白白黒と撃ってしまった場合、チェーンは成立せず、最後に撃った黒から再びチェーンのカウントが開始する。その後、黒黒と撃つ事で1チェーン目として成立するが、それまで累積して来たチェーンカウントおよびボーナス点はリセットされ、初期点である100点から再びカウントすることになる。なお、プレイ中のチェーンの状態は「チェーンステータス（CHAIN STATUS）」としてプレイヤースコアの下（1P側は画面上部左端、2P側は画面上部右端）に小さく表示されており、ボス戦中以外はいつでも確認する事が出来る。また各ステージの最後に登場するボスの破壊可能部位（パーツ）毎にも属性が与えられているが、これらのパーツはチェーンとは関係せず、どのような順序で破壊してもチェーンボーナスを得る事はない。
なお、前作にあたる『レイディアントシルバーガン』では同色の敵を続けて倒さなければならなかったため、チェーンしている色とは異なる敵を見逃すことが多かったが、本作では同色の敵を3機ずつ破壊することを守れば途中で色を変えてもチェーンは継続する。例えば白白白黒黒黒と撃った場合であっても、チェーンは成立する。また、配置された敵グループをすばやく全滅させることでより早く次の敵配置パターンが出現する、いわゆる『早回し』があるため、正確に素早く敵を破壊することが高得点につながる。
一般的なシューティングにおける「敵を破壊する事による得点」は一切存在せず、また敵にダメージを与える事で得られる得点（撃ち込み点）はスコア全体から見るとごくわずかな比率でしかないため、上述のチェーンコンボが本作における最大の得点要素であると言える。出現する敵を次々と全滅させるのではなく、チェーンを維持し、高いボーナス点を得続ける事を目的として「必要な敵のみを倒す」というプレイスタイルを要求される点は他の多くのシューティングとは異なる方向性であり、本作の存在感を構成する大きな要素の一つであると言える。

### 難易度選択
ゲーム開始時にはイージー（EASY、易しい）・ノーマル（NORMAL、普通）・ハード（HARD、難しい）の3種類から任意の難易度を選択することができる。家庭用ではオプションから設定することで事前に難易度を固定可能。アーケード版でも設定により難易度を固定可能ではあるが、大抵の場合は選択可能状態で設定されていることが多い。
ノーマルではショットと同じ属性の敵を破壊した場合にのみ撃ち返し弾が発生する。うかつに撃ち返し弾を発生させると脅威となりうるが、発生した撃ち返し弾を吸収することでスコアを獲得すると同時に「力の解放」を使うためのパワーゲージの回復を行えるため、攻略に大きく役立たせることもできる。
イージーでは撃ち返し弾が一切発生しない。他にも一部の場面でアルゴリズムがノーマルより簡単なものに変更されていたり、敵を破壊するために必要なダメージ量が減少しているなど難易度は簡単になっているが、「力の解放」を撃つ為の敵弾を吸収する機会はノーマルと比べ大きく減少しており、ノーマルとはまた異なるプレイが要求される。
逆にハードでは同属性で敵を倒した場合のみならず、逆属性で敵を倒した場合であっても撃ち返し弾が発生してしまう。従って逆属性で敵をゼロ距離で撃破した時点で1ミスが確定する。ボスの攻撃も全体的に激しくなっており、ノーマルよりもさらに緻密なパターン化と精密な制御が要求される。なお、逆属性で敵を撃破した場合に生じる撃ち返しは同属性のそれよりは少なく、また弾速も遅くなっている。

### 2人同時プレイ
本作は2人同時プレイに対応している。2人同時プレイ中、プレイヤー同士が接触すると接触された側のプレイヤーは「押され」て、位置がずれるため、プレイヤー同士が重なる事は出来ない。一部のボスの体力に若干の上方修正が加えられている以外は敵の配置や攻撃等に変化はないが、安易なショットの発射が撃ち返し弾による仲間割れを招く可能性があるため、実際は1人プレイ以上に緻密なパターンを要する。
XBLA版ではオンラインによる2人同時プレイ(Co-op)に対応しており、またXBLA版をXbox 360でプレイする場合には本体同士を直接LANクロスケーブルで接続するか、ルーターやネットワークハブ、スイッチングハブなどを経由して接続する「有線接続」、或いはワイヤレスで機能する「無線接続」を使用してプレイする「システムリンクプレイ」にも対応している。
Steam版以降のDL版では1つのコントローラーで斑鳩と銀鶏を同時に操作することが出来る、いわゆる「ダブルプレイ」に対応した。

### ドットイート
ショット及び力の解放などの能動的攻撃手段を一切使わず、属性変更による弾丸の吸収のみで切り抜ける「ドットイート」プレイと呼ばれるプレイスタイルも可能である。
一見クリア不可能な部分もあるが、いずれの場面もショットを撃たずに抜ける事が可能なよう設計されている。敵の弾丸を吸収することによる得点しか得ることができないため、残機の増加機会が大きく減少し、また、ボスに対しても時間切れになるまでの間ボスの攻撃を避け切らなければならないため、通常よりもさらにシビアなプレイが要求される。なお、ステージクリア時には専用の称号 (DOT EATER!) が用意されている（ただし一度でもコンティニューした場合は必然的に最低ランクになる）。

### プロトタイプモード
各移植版にはチャプター構成などはほぼ同一だが自機の仕様のみが異なる「プロトタイプモード」が搭載されている。
アーケード版における仕様をXBLA版以降で言う「アーケードモード」と表記する。プロトタイプモードとアーケードモードの相違点は以下のとおり。
- 最大の違いは自機のショットが無制限ではなく、弾数制になっている点である。ショットを撃つたびに残弾数のストックが減少し、残弾数が0になるとショットが飛ばなくなる。ただしその場合でもショット自体が撃てなくなるわけではなく、ごく短い距離ながら自機前方に攻撃判定自体は発生するため弾切れで詰むことはない。
- プレイヤーは初期状態でイージーは500弾、ノーマルが300弾、そしてハードで100弾の弾丸をそれぞれ与えられ、チャプターをクリアする度に初期状態になる。アーケードモードにおける力の解放ゲージは存在せず、残弾ストックに一元化されている。
- プレイヤーは同属性の敵弾を吸収することで自機の残弾ストックを回復させることができ、最大999弾までストックが可能である（残弾が最大になっても「ENERGY MAX」のコールは無い）
- 力の解放はレーザー1本を発射するたびに弾丸10発を消費する。一度に射出されるレーザーはアーケードモードと同じく最大12本だが、弾丸のストックがある限り常に可能な限り最大限のレーザーを撃とうとする。つまり、120発以上のストックがある状態であれば一回の解放につき12本のレーザーが発射されることになる。また、充分なストックがあれば最大の力の解放を連射して瞬間的に大きな火力を生むことも可能である。
- 属性・撃ち返し・チェーンコンボなどの仕様はアーケードモードに準じる。
- 同様にマップ構成や敵の出現パターンにも変更はない。

アーケードモードでもシングルショットによる狙い撃ちやチェーンコンボ、撃ち返しなどに見られるように「無計画な弾丸のばら撒き」を抑止するデザインとなっているが、プロトタイプモードでは弾数ストック制を導入したことによりさらにショットリソースの管理がシビアになっている。逆に、充分なストックさえあれば力の解放を連射することでアーケードモードの場合よりも素早くボスを撃沈したり、より多くのパターンを回せるなど、より振幅の大きな調整となっている。

### お試しゲームモード
ゲームシステムへの理解を助けるため、通常の全5面（チャプター1からチャプター4、ファイナルチャプター）をプレイする「通常ゲームモード（ノーマルゲーム）」に対し、全2面（チャプター1・2）クリアで終了する代わりにチャプター1を残機無制限でプレイすることが出来る「お試しゲームモード（トライアルゲーム）」が実装されている（NAOMI版、DC版およびGC版）。

### チャプターセレクト
XBLA版以降のDL版に搭載されているモード。前述のお試しゲームモードが用意されず、代わりに練習用のモードとして用意された。プレイしたいチャプター、モード（アーケードモード・プロトタイプモード）、難易度を選択してプレイする。
Steam版の初期状態（購入直後や、セーブデータをクラウドで共有しない設定でダウンロード・インストールした場合）ではチャプター1しか選べず、このモードでチャプター1をクリアしてもチャプター2が解禁されない。従ってこのモードは完全に練習用のモードとして機能しており、通しプレイで到達したチャプターがあればチャプターセレクトで選択できるようになる。即ち通しプレイで一度でもチャプター4をクリアしていれば、全てのチャプターを選択出来るようになる（XBLA版、Switch版、PS4版もSteamと同様の仕様なのかは要検証）。
いずれも選択したチャプターをクリアするかゲームオーバーになると1プレイ終了。業務用のNESiCA版はこのモードに限り1ゲーム3プレイ保障となる代わりにコンティニュー不可となり、3プレイ終了を以ってゲーム終了。

## 各種プラットフォーム解説
ここでは2001年12月20日に稼働開始したNAOMI版と比較する形で、各プラットフォームについての大まかな概要を記載する。
ドリームキャスト（DC）版
- 発売日：2002年9月5日

NAOMI基板とDCが同一のアーキテクチャを採用しているため、ほぼ同じ内容である。
ニンテンドー ゲームキューブ（GC）版
- 発売日：2003年1月16日発売

ATARIから発売。NAOMI版からの移植。
Xbox Live Arcade(XBLA)
- 配信日：2008年4月9日

当初はXbox 360 版としての配信であったが、配信開始から約8年7ヶ月後の2015年11月にXbox OneのXbox 360後方互換に対応。Co-opに対応しており、オンラインによる協力プレイの他にXbox 360とテレビあるいはゲーム用モニターを2セット用意してプレイする「システムリンクプレイ」にも対応している。またリプレイ機能も用意されており、ゲーム終了時にプレイ内容をリプレイとして保存することが出来る。更にオンラインリーダーボード（ランキング）に対応しており、リーダーボード上のプレイヤーのリプレイをダウンロードして鑑賞することも出来る。
NAOMI版の演出はそのままではあるが、ハードウェア性能の向上に伴い処理落ちが発生しづらくなっており、結果として難易度が上がっている箇所がある。
チャプター1を最後までプレイできる無料体験版が用意されている。
Android
- 配信日：2012年2月19日

XBLA版以前、並びにNESiCA版以降の移植版には導入されていない「タッチ操作」でプレイするスタイルとなっている。
NESiCAxLive(NESiCA)
- 配信・稼働開始日：2013年8月8日[3]

XBLA版をベースにしながらNAOMI版のアルゴリズムとパターンを同時に採用し、そしてNAOMI版と同じ感覚でプレイできるように調整が加えられているのが大きな特徴。後にアップデートで内容が後述のSteam版ベースとなり、最終的に2014年5月22日にアップデート配信された『Ver.1.03』で全てのバグが修正され「NESiCA筐体で遊べるSteam版」と言える状態に仕上がった。
XBLA版以前と演出内容が変更されている箇所がある。これは後述のSteam版でも同様。またオンラインランキングに対応しており、NESiCAカードを使用することでエントリーすることが出来る。
使用基板はTaito Type X2で、基板のCPUやビデオカードはNESiCAxLive専用に換装・チューニングされている機種別専用品を使用している。
Microsoft Windows（Steam）
- 配信日：2014年2月19日[4]

XBLA版をベースにしながらNAOMI版のアルゴリズムとパターンを取り入れつつ、そしてNESiCA版と同じ感覚でプレイできるように調整が加えられている。これは、アップデートを重ねたことで前述のNESiCA版のベースになったことに起因する。当初はXInput形式のコントローラのみ対応、オフラインプレイ未対応、サウンドの問題やフレームレートの不安定等、各種問題とバグが蓄積されていたが、バグ修正とアップデートを重ねたことによってDirectInput形式のコントローラに対応し、すべての問題が解消されてからは「システム要件を満たすPCならどんなPCでも遊べるNESiCA版」と言える状態に仕上がった。
2014年2月24日に急遽配信された『Build 198101』が最初のアップデートで、リリースから僅か6日後のアップデートとなった。主にWindows XP環境で起きていたサウンド関連の問題を解消、そしてフレームレートの安定化が図られたが、このアップデートでは応急処置に留まる程度であった。同時にインストールフォルダ内に作成される boot.txt 内の「display_adapter」の項目を編集することで、セカンダリ以降のモニタでフルスククリーン表示が可能になる「セカンダリ以降のモニタのサポート」を追加。
同年2月27日に配信された『Build 200196』はオフラインモードのサポート、詳細設定にフレームレート表示オプションの追加がメインだが、これらに加えてフレームレートの調整、実績アイコンの修正、その他バグ修正が行われた。
同年3月19日に配信された『Build 215401』は主に問題の解消がメインとなった。環境によって終了時にエラーが出ていた問題、ロード関連、多くの効果音が一度に再生された際の音割れ等の修正とバグ修正が行われると同時に字幕をHD化、画面レイアウトの微調整が行われた。このアップデートによりサウンドの問題が完全に解消された。
同年5月9日に配信された『Build 260346』で遂にDirectInput形式のコントローラに対応。同時にオプションの映像設定項目にグラフィックの品質設定を導入、アナログスティックを調整。バグフィックスは一部の環境で描画にウェイトがかかっていた問題、チャプター1で2回目の「鰺刺」（アジサジ）の砲台配置のズレ、チャプター2の地下シーンで一部ブロックが急に画面に出現していた問題、ファイナルチャプターでボス戦リザルト表示後にエラーで終了する問題、一部のエフェクト・テクスチャ、そしてその他バグがそれぞれ修正された。
同年8月13日配信の『Build 354142』が2018年現在までの最新バージョン。おまけメニュー（APPENNDIX）として壁紙やゲーム本編に関わる「設定資料」が閲覧できるギャラリー、BGMをストーリー付きで鑑賞できるサウンドモードが追加された。これ以外にはタイトル画面を高解像度化・調整、チャプター1での雲海上のシーンの高速化、その他バグフィックスが行われた。
NESiCA版同様、XBLA版以前から一部の演出が変更されている。
- XBLA版同様、チャプター1を収録した体験版がストア経由で公開されており、ベンチマークテストとしての側面もある。

Nintendo Switch
- 発売・配信日：2018年5月30日（ダウンロード版）、2020年9月24日（限定パッケージ版）[5]、2023年6月29日（限定パッケージ版・再版）[6]

DL版・パッケージ版共にPikiiによる販売で、Steam版からの移植である。限定パッケージ版はDL版と同一内容のゲーム本編に加えて、リバーシブルジャケット、特製化粧箱、フルカラー取扱説明書、Meatl Earth「IKARUGA」が同梱された。
PlayStation 4
- 発売・配信日： 2018年6月29日（ダウンロード版）[8]、2020年9月24日（限定パッケージ版）[5]、2023年6月29日（限定パッケージ版・再版）[6]

DL版はトレジャー、パッケージ版はPikiiによる販売。Steam版をベースに移植されており、PS4 Proでは4K描画（3840×2160）に対応している。限定パッケージ版の内容はNintendo Switch版と同様。

## あらすじ
小国「鳳来ノ国」を治める超能力者・ 鳳来 天楼は、地中より「石のような物体（産土神黄輝ノ塊）」を発掘し、そこに残された強烈な残留思念を感じ取ってその思念を「神の啓示」として受け取った。産土神黄輝ノ塊と同調した彼女は、各地を制圧する程の力を得る一方、暴走しつつあった。さらに表層的な使命感を持ち狂気に取り憑かれた彼女は、産土神黄輝ノ塊に制御装置を取りつけ、その力をわがものにしようとする。
鳳来の一方的な支配に反抗していた「天角」が滅ぼされ、その生き残りである主人公・森羅は、飛鉄塊と呼ばれる装置の残骸や残された部品をかき集め、新たな飛鉄塊「白鷺」を造り上げる。彼はそれに乗って鳳来の武将・浅見影比佐の操る仏鉄塊「烏帽子鳥」に挑むも返り討ちにされて姥捨て山と呼ばれる「斑鳩の里」へと墜落する。この里では、凄腕の飛鉄塊設計技術者である天内技師長を中心に飛鉄塊「斑鳩」の開発が進められており、森羅の心意気を見た老人たちはそれを託す。
また、鳳来から森羅への刺客として送り込まれた篝も里に保護され、別の飛鉄塊「銀鶏」を手に入れ、自由への興味から鳳来へ戦いを挑む。
そして、「斑鳩」の試験飛行中に鉢合わせた「烏帽子鳥」を撃破する。「烏帽子鳥」に搭乗していた浅見は「斑鳩」を脅威とみなし、「斑鳩」の転送・射出を担う「不動明王の剣」の周辺に部隊を配備させる。
その後、「斑鳩」は鳳来の手に落ちた「阿魏ノ国」へと進み、陥落の当事者である武将・法角の駆る「仏法僧」を撃破し、要塞渓谷から鳳来の国境のそばにまで近づいた。そこには武将・鬼羅の駆る巨大要塞型の仏鉄塊「鶚」が大編隊とともに待ち構えていた。「鶚」の質量と火力に圧倒されつつも、篝と森羅は天内の助言などを得て「鶚」を倒す。
そして、鳳来の地下中枢に来た2人を前に、仏鉄塊「田鳧」に乗った天楼が立ちはだかる。「田鳧」を倒した後、2人は「産土神黄輝ノ塊」からの猛攻を潜り抜ける羽目になる。

## 登場人物

### 主人公
森羅（しんら）
本作の主人公。「鳳来ノ国」の一方的な支配に反抗する組織「天角」の生き残り。単身で鳳来に戦いを挑むが、「浅見 影比佐」に撃墜され、姥捨て山と呼ばれる「斑鳩の里」に墜落。里の老人達によって命を救われ、彼らの意地の結実である飛鉄塊「斑鳩」を託される。
鳳来の支配から自由を取り戻す事を道とするが、同時に「生涯の中でたった一つだけでも後悔のないことをやり遂げたい」という一心と若さゆえに、事の本質を見失う無鉄砲さを持っていたりもする。また、気性の激しそうな外見とは裏腹に、感情を内に秘める性格である。
斑鳩（イカルガ）
森羅の搭乗機。1P側の機体。
元凄腕の技術屋であった天内技師長が、風守老人や新海里長と共に造り上げた飛鉄塊。現在は斑鳩の里地下に隠され、出撃時には転送機「不動明王の剣」を使用して外へ転送する。陽（白）と陰（黒）の2つのエネルギー属性をコンパクトに一体化し、1機体でありながら2つの属性を使い分けることに成功した初の機体である。特殊コーティングされた主装甲フレームは、電圧をかけることにより属性を変化させる事が可能。メインエンジン及びノズルは左右バインダー内に格納されている。武器はメインの60mmバルカン×4、サブウエポンにE・カノン×2、左右リングユニット内にE・カノン×12である。
篝（かがり）
元は鳳来の刺客の少女で、仏鉄塊を用いて森羅に挑むも返り討ちにされ、森羅や斑鳩の里の老人達に命を救われた。最初は気高い性格から自害することを望んだものの、次第に森羅や老人達の言う「自由」という物が本当ならばそれを見てみたいと興味を持ち行動を共にするようになる。
彼らを初めとする鉄塊乗りは操縦中の過度な加速や衝撃に耐えうるため、その体の至るところにグロテスクな楔のような鋼の箍（タガ）が埋め込まれている（しかし、この鋼の箍そのものが人体に与える負担も大きいため、一般に鉄塊乗りの寿命は短い。戦闘を繰り返す度に体に埋め込まれた箍と機体との神経接続により、神経細胞の破壊が徐々に進み、やがては死に至る「鉄塊症」という宿命を抱えているのである）。だが、篝の体に埋め込まれている箍はごく少ない。これは、彼女が第二世代鉄塊乗りとして遺伝子的な身体強化を因られているからであり、通常の鉄塊乗りに比べ、身体の耐久力などで優れている。
銀鶏（ギンケイ）
篝の搭乗機。2P側の機体。鳳来の一世代前の試作機だったが、天内により斑鳩と同じ改装が施され、全く同じ能力を与えられている。高い機体性能の反面、コストパフォーマンスの悪さから量産が見送られた幻の機体であり、篝はこの機体の設計に惚れ込んで整備部から半ば強引に譲り受け、自分の物にしていた。

### 斑鳩の里
風守（かざもり）老人
「斑鳩の里」の長老。広い視野を持ち、里の老人達から信頼を寄せる。聡明かつ大局的に世の中を見通す眼力と判断力は森羅にとって心的な支えとなった。天内技師長を助け、新海里長らと共に飛鉄塊「斑鳩」を作り上げた一人で、自由が人を活かす日が来ることを信じて、森羅に天内らと共に作り上げた「斑鳩」を託し鳳来との戦いに身を投じる。
天内（あまない）技師長
元凄腕の飛鉄塊設計技術者であり、斑鳩の設計や組み立ての大部分を行った。里へ来た当初は生きる支えを失い生ける屍状態であったが、風守老人の説得により飛鉄塊「斑鳩」の製作を始めた過去を持つ。技術屋特有の不器用な性格だが根は優しい人物である。
新海（しんかい）里長
豪快でがさつながら人当たりのいい人物であり、「斑鳩の里」の里長を勤める。見た目通りのまっすぐな性格であるが、人情に対して脆いことが仇となることもある。森羅にとっては良き兄貴分となっており、なかなか森羅と打ち解けない天内との橋渡しになった。ある程度の機械知識を持っており、風守老人と共に天内技師長を助け、飛鉄塊「斑鳩」を作り上げた一人だが、がさつな作業を嫌う天内からは力仕事しか頼まれないようである。

### 鳳来ノ国
浅見 影比佐（あさみ かげひさ）
人型の仏鉄塊「烏帽子烏」に乗る鳳来ノ国の武将。人物としては高潔な武人であり、森羅たちの自由を求める意志に一定の理解を示したものの、鳳来ノ国の武将という自らの立場から彼らと終始対立する道を選んだ。なお、制作スタッフへのインタビューによる当初の設定では、1面の戦闘で「変わり身の術」で逃げ去った後に4面で再び登場して森羅達を引きつけ、その間に「斑鳩の里」を「鶚（ミサゴ）」が強襲するも、浅見を破った森羅達がそこへ駆けつけるというストーリー展開も考えられていた。
法角（ほうかく）
かつて鳳来ノ国と敵対していた阿魏ノ国を降伏させた、鳳来ノ国の武将。制圧に際しては民間人にまで非道な攻撃を加えた冷酷な人物であり、森羅と篝も一度撤退を余儀なくされていた。仏鉄塊「仏法僧」を操る。
鬼羅（きら）
巨大な仏鉄塊「鶚」を操り、大部隊を率いて鳳来ノ国の国境付近で森羅達を待ち受けた鳳来ノ国の武将。全身を鎧で固めており、その表情は窺い知れない。
鳳来 天楼 （ほうらい てんろう）
鳳来ノ国の首領。白髪と白い肌を持ち、一見少女のような顔つきをしているが顔には老婆のような深い皺がある年齢不詳の女性である。元々超能力者だった彼女は、地中より「石のような物体（産土神黄輝ノ塊）」を発掘し、石に残された強烈な残留思念を感じ取ってその思念を「神の啓示」として受け取った。そしてそれ以来、石の根本的な部分を理解できないまま石と同調し、暴走を始める。石の力を得た彼女は、もともと小国だった鳳来の国の勢力を各地を制圧する程に伸ばすことになる。さらに表層的な使命感を持ち狂気に取り憑かれた彼女は、石の力までも自分に取り込もうと「石のような物体」に制御装置を取りつけた。鳳来の国の地下中枢にて、森羅達を仏鉄塊「田鳧」にて迎え討つ。